# Alfredo Talavera
Alfredo Talavera Díaz (phát âm tiếng Tây Ban Nha: [alˈfɾeðo talaˈβeɾa]; sinh ngày 18 tháng 9 năm 1982) là một cầu thủ bóng đá chuyên nghiệp người México hiện thi đấu ở vị trí thủ môn cho câu lạc bộ Juárez tại Liga MX và đội tuyển quốc gia México.